# Château normand (Anversa degli Abruzzi)
Le château normand est un château situé dans la ville de Anversa degli Abruzzi, province de L'Aquila, dans les Abruzzes.